# Amsterdam Fringe Festival
Das Amsterdam Fringe Festival (AFF) ist ein, Ende August bis Anfang September, jährlich stattfindendes Theaterfestival in Amsterdam, welches zeitgleich mit dem Nederlands Theaterfestival stattfindet. Das Festival bietet 10 Tage lang rund 80 Theaterproduktionen an etwa 40 Spielorten in der Hauptstadt.

## Geschichte
Das Nederlands Theaterfestival organisiert seit 1987 jährlich ein Festival, bei dem eine Auswahl der zehn besten professionellen Theaterproduktionen gezeigt wird, die von einer Expertenjury ausgewählt werden. Seit 2008 findet außerhalb des Festivals ein Rahmenprogramm statt, zunächst unter dem Namen „TF-2“ und ab 2010 nannte es sich dann Amsterdam Fringe Festival. Hier werden kleinere Theaterproduktionen gezeigt, die oft von jungen Theatermachern stammen und einen experimentellen Charakter haben.

## Amsterdam Fringe Award
Drei Produktionen gewinnen jedes Jahr den „Best of Fringe Award“, was ihnen die feste Teilnahme am folgenden AFF sichert wie auch die Teilnahme an anderen Theaterfestivals.
Zudem wird eine Produktion des Amsterdam Fringe Festivals zum Gewinner des  ‘International Bursery’ gekürt: eine Auszeichnung für die beste Theaterproduktion der Veranstaltung. Die Gewinner gehen mit ihrer Produktion auf eine Tournee zu angeschlossenen Theaterfestivals, unter anderem in Makhanda in Südafrika, in Perth in Australien und im schottischen Edinburgh (Edinburgh Festival Fringe).